# 인터스텔라: 우주전쟁
《인터스텔라: 우주전쟁》(Interstellar Wars)은 2015년에 제작, 2016년에 개봉된 미국의 SF/액션/전쟁 영화이다.

## 출연진
- 브라이언 랠리 : 브루스 크레이머 역
- 마를린 맥코헨 : 켈리 역
- 토비 마카 : 카일 역
- 제나 맥코헨 : 록시 역
- 로버트 우즈 : 스피어스 장군 역
- 베로니카 리치 : 에이미 드렉슬러 역